# XIX. János pápa
XIX. János (Róma, ? – Róma, 1032. október 20.) léphetett a pápai trónra a történelem folyamán 146.-ként. IV. Szergiusz pápa halála óta Rómát egy új nemesi família uralta, a tusculumi grófok családja. Ennek tagjaként, laikusként emelkedett az egyházfői hivatalba. Nem volt jó főpásztor, pontifikátusát nem itatta át a vallásos hit, sőt inkább kapzsiság és hatalomvágy jellemezte féktelen uralmát.

## Élete
Romanus néven született a nagy befolyással rendelkező tusculumi grófi családban. Miután testvére, VIII. Benedek pápa végleg száműzte a város vezető pozícióiból a Crescenti családot, a tényleges uralom a grófok kezében futott össze. Benedek pápasága ideje alatt Romanus a város consulja és senatus tagja volt, ekkoriban pazarló híre alakult ki. Fivére halála után a pápaválasztó zsinat kényszerből mégis őt választotta meg Szent Péter trónjára. Felszentelése előtt még mint laikust, püspökké tették meg, majd ebből a rangból immár szabályosan iktathatták be a szent hivatalba 1024. május 10-én.
A népszerűtlen consulból immár népszerűtlen egyházfő lett. Romanus felvette a János nevet uralkodásához, majd pazarló városi ünnepekkel próbálta megszerettetni magát a rómaiakkal. Pontifikátusának egyik legjellemzőbb eseménye volt, hogy a bizánci császár, II. Baszileiosz követeket küldött hozzá, azzal a kéréssel, hogy ismerje el Eusztakhiosz konstantinápolyi pátriárkát egyetemes és ökumenikus pátriárkának. A császár gazdag ajándékokat is küldött Rómába, amelyek hatására János beleegyezett abba, hogy a keleti egyházak egyedüli urának ismerje el a konstantinápolyi pátriárkát. Az egyezséget a Lateránban titokban akarták tartani, de az ügy mégis kiszivárgott, aminek hatására a rómaiak fellázadtak János ellen. A pápa kénytelen volt visszavonni ígéretét, emiatt újra skizma lépett fel a két egyház között, és a pátriárka nem akarta elismerni a római pápát.
Egyházfőként szívesen pártolta a művészetet is, főként a zenét. Ezért meghívta a Lateránba Arezzói Guidót, korának legismertebb muzsikusát, hogy tanítsa meg őt az általa kifejlesztett kottázásra. 1024. július 1-jén meghalt a pápaság fő patrónusa, II. Henrik, német-római császár. Trónjára II. Konrádot választották meg királynak. A német korona után az udvarba megérkezett Heribert, milánói érsek és János meghívója is az új uralkodónak. Konrád 1026-ban átkelt az Alpokon, és először Milánóban állt meg, ahol Heribert fejére tette a vasércből készült lombard koronát. Majd Rómába érve János soha nem látott pompával 1027. március 26-án császárrá koronázta Konrádot. A hatalmas uralkodó kíséretében két másik koronás fő is volt, akik csupán zarándoklatot tettek a kereszténység központjában. Ők II. (Nagy) Knut, Dánia és Anglia királya, illetve III. Rudolf, Burgundia uralkodója voltak. János megerősítette a német-római trón és a pápaság között hagyományosan fennálló szoros szövetséget, azonban pontifikátusa alatt a német világi vezetésnek egyre nagyobb beleszólása lett az egyházi ügyekbe. Knut király sem csupán zarándoklatra érkezett az örök városba. Hosszas tárgyalások után végül sikerült elérnie, hogy alattvalóinak ne kelljen olyan magas vámokat fizetnie, míg Itáliába vagy Rómába érnek. Ráadásul János csökkentette az angol és dán érsekek pallium után fizetett adóját is.
Regnálása alatt sikerült véget vetni a már rég húzódó vitának Grado és Aquileia pátriárkái között. A két magas rangú klerikus a másik rovására akarta kiterjeszteni joghatóságát. Ennek megoldására a pápa április 6-án nagy zsinatot hívott össze a lateráni bazilikában. János Poppo, aquileiai pátriárka javára döntött, és Gradót püspöki rangra fokozta le. Két évvel ezután, 1029-ben, egy újabb zsinaton az egyházfő visszavonta döntését, és Gradónak visszaadta minden privilégiumát. A vita így ismét kiújult. Döntött a milánói és a ravennai érsekek hatalmi vitájában is. Itt az előbbinek a javára állapította meg a jogok használatát. Saját védelme alá helyezte a clunyi apátságot, bár később megrótta annak apátját, Odilót, mert az nem ismerte el a lyoni egyházmegyét.
Nyolc év uralkodás után, 1032. október 20-án hunyt el.

## Művei
- Documenta Catholica Omnia (latin nyelven). (Hozzáférés: 2011. december 6.)

| Előző pápa: VIII. Benedek | Római pápa 1024 – 1032 | Következő pápa: IX. Benedek |